# Daverlo

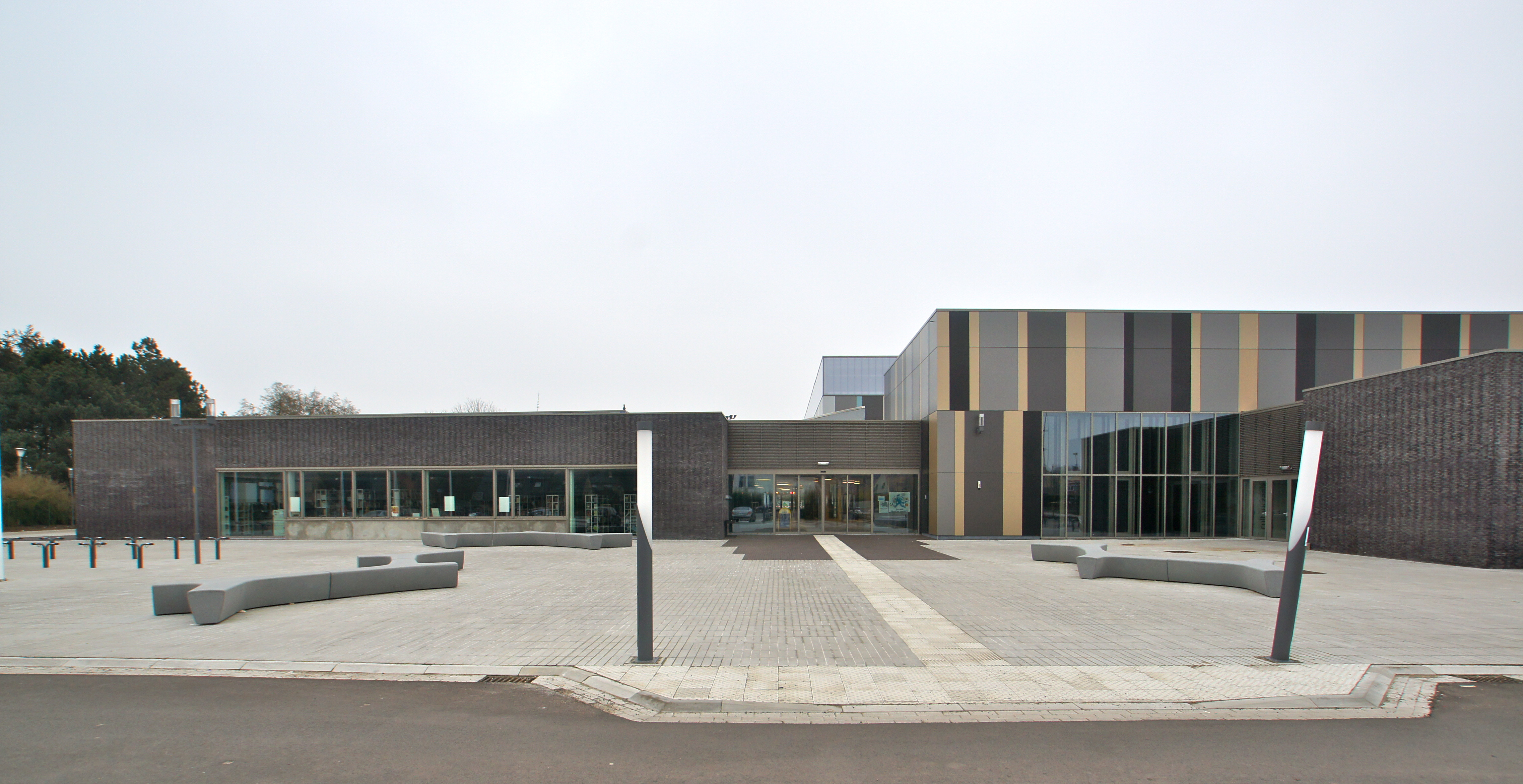
Wijkcentrum Daverlo

Het wijkcentrum Daverlo is een multifunctionele accommodatie in de Brugse deelgemeente Assebroek, gelegen in de Belgische provincie West-Vlaanderen. Het in het gelijknamige sportcomplex gebouwde centrum bevat verschillende sport - en cultuurfaciliteiten alsook overheidsdiensten.

## Geschiedenis
Het oorspronkelijke Daverlo-gebouw huisvestte een openbare bibliotheek, een sporthal met enkele voetbalvelden en een cafetaria. In 2010 werd het gebouw afgebroken om er het huidige Daverlo-complex te bouwen. Dit werd in 2012 geopend.
De bibliotheek in het nieuwe complex bleek goed te lopen en had 30% meer inloop dan de voorganger, een toename die ook nog stabiel bleek te zijn. Het blijkt dan ook een voorbeeld te zijn van hoe een bibliotheek naast sportfaciliteiten en cafetaria succesvol als 'derde plaats' kan functioneren.

## Beschrijving

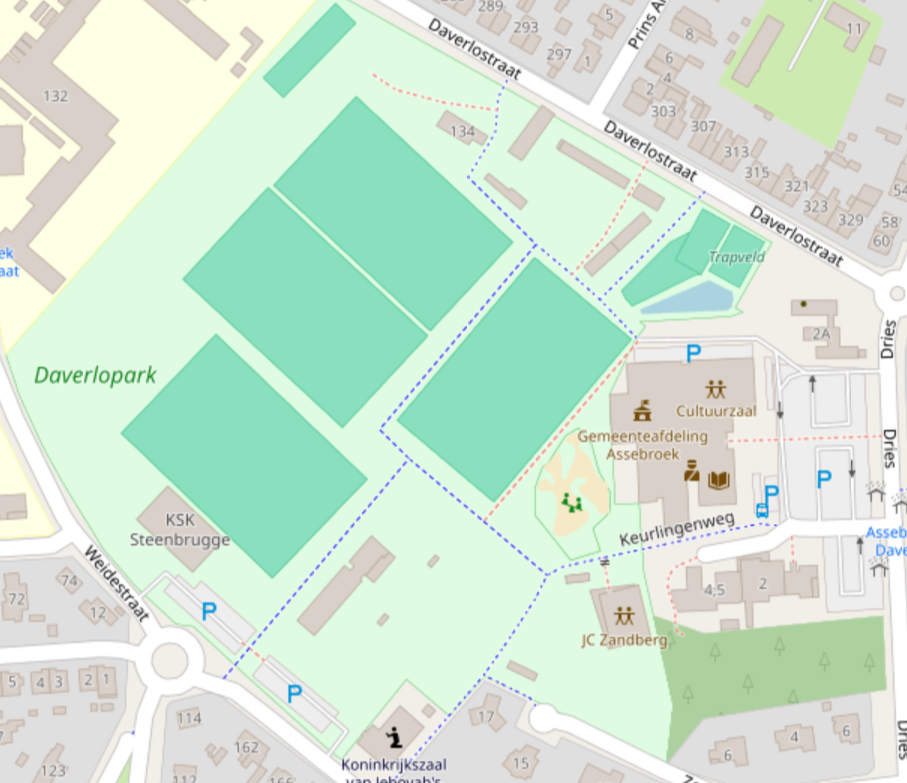
Wijkcentrum Daverlo met omringende sportcomplex

Het gebouw bestaat uit bouwblokken die via een ruime binnenweg zijn verbonden. Door verschillende vormen en kleuren van de bouwblokken zijn de verschillende diensten te herkennen.
De volgende faciliteiten zijn in het complex gehuisvest: een café, bibliotheek, sportzaal, skatepark, cultuurzaal, de bevolkingsdienst,  een politiebureau en speelplein. Het bevatte ook een basketbalplein, maar deze werd wegens geluidsoverlast in 2022 vervangen door een trapveldje.
De sporthal is ruim 860 vierkante meter en uitgerust voor zes balsporten. Het beschikt voorts over douches, kleedkamers en een EHBO-zaal. Het in 2020 gerealiseerde Brugse sportcentrum Xaverianen is deels op dit sportcentrum van Daverlo geïnspireerd.
De cultuurzaal kan gebruikt worden voor toneelvoorstellingen, concerten en lezingen en is akoestisch geïsoleerd.

## Meer lezen
- 'Esthetisch verantwoord?',  De Standaard, 3 februari 2010